# 武氏金凤
武氏金凤（1993年6月8日—），越南女子国际象棋棋手，女子特级大师。
武氏金凤于2004年成为女子棋联大师，2010年晋升为女子国际大师。她曾于2010年、2013年两度成为亚洲青年女子冠军。2017年，她在成都举办的亚洲国际象棋锦标赛中以9轮积7.5分的不败战绩夺得女子冠军。由此，她也得以直升女子特级大师。